# 張禎叔
張禎叔（1441年—？），字禎叔，四川重慶府巴縣人，民籍，治《易經》，明朝政治人物。

## 生平
閏十一月十九日生，行一，由國子生中式四川鄉試第二十七名舉人，年二十九歲中式成化五年（1469年）己丑科會試第二百三十三名，第二甲第三十九名進士。歷官户部郎中，十六年奉命往河间府静海县按视皇亲锦衣卫指挥王源侵占民田及其家奴怙势害民诸事，具得其状。又从左侍郎李衍于陕西等处总督军饷，二十一年正月兼赈济陕西。二十二年七月升光禄寺少卿，收纳新粟为揽纳者所欺，以陈粟搀纳，东厂廉得其事奏闻，二十三年三月下刑部拟罪，赎杖还职。丁憂服闋，弘治三年（1490年）十二月復除原职，四年七月升太僕寺少卿，九年六月升都察院右佥都御史、巡抚宁夏地方，十一年十月被科道弹劾不称职，降調辽东苑马寺少卿。

## 家族
曾祖張英；祖張文聰，贈按察司僉事；父張清，左布政使；母龍氏（贈宜人）；龔氏（封宜人）。重慶下，妻胡氏，弟祥叔；祺叔；禧叔；盛叔；磐叔。